# Bánk megállóhely
Bánk megállóhely egy Nógrád vármegyei megállóhely, amit a MÁV üzemeltetett. A személyszállítás szünetel.

## Áthaladó vasútvonalak
A megállóhelyet a következő vasútvonalak érintik:
- Diósjenő–Romhány-vasútvonal

## Kapcsolódó állomások
A megállóhelyhez az alábbi állomások vannak a legközelebb:
- Rétság vasútállomás (Diósjenő vasútállomás, Diósjenő–Romhány-vasútvonal)
- Világospuszta megállóhely (Romhány vasútállomás, Diósjenő–Romhány-vasútvonal)

## Forgalom
A megállóhelyen és a rajta áthaladó vasútvonalon a személyszállítás 2007. március 4-e óta szünetel.
Bővebben: 2007-es magyarországi vasútbezárások

## Megközelítése
A megállóhely Bánk keleti szélén helyezkedik el, közúti megközelítését a 21325-ös mellékút (települési nevén Vasút utca) biztosítja.